# Копенграве
Копенграве (њем. Coppengrave) општина је у њемачкој савезној држави Доња Саксонија. Једно је од 40 општинских средишта округа Хилдесхајм. Према процјени из 2010. у општини је живјело 733 становника. Посједује регионалну шифру (AGS) 3254036.

## Географски и демографски подаци
Копенграве се налази у савезној држави Доња Саксонија у округу Хилдесхајм. Општина се налази на надморској висини од 154 метра. Површина општине износи 3,2 km². У самом мјесту је, према процјени из 2010. године, живјело 733 становника. Просјечна густина становништва износи 229 становника/km².